# Сороківська сільська рада (Бучацький район)
Соро́ківська сільська́ ра́да — колишня адміністративно-територіальна одиниця та орган місцевого самоврядування в Чортківському районі Тернопільської області. Адміністративний центр — с. Сороки.

## Загальні відомості
Сороківська сільська рада утворена в 1945 році.
- Територія ради: 18,06 км²
- Населення ради: 1 248 осіб (станом на 2001 рік)
- Територією ради протікає річка Стрипа

До 19 липня 2020 р. належала до Бучацького району.
11 грудня 2020 р. увійшла до складу Бучацької міської громади.

## Населені пункти
Сільській раді підпорядковані населені пункти:
- с. Сороки

## Склад ради
Рада складається з 16 депутатів та голови.
- Голова ради:
- Секретар ради: Бачинська Ольга Іванівна

### Керівний склад попередніх скликань
| Прізвище, ім'я, по батькові | Основні відомості                      | Дата обрання | Дата звільнення |
| --------------------------- | -------------------------------------- | ------------ | --------------- |
| Сідляк Йосип Михайлович     | Сільський голова, 1959 року народження | 26.03.2006   | 31.10.2010      |

Примітка: таблиця складена за даними сайту Верховної Ради України

### Депутати
За результатами місцевих виборів 2010 року депутатами ради стали:

#### За суб'єктами висування
| Суб'єкт висування                                   | Кількість обраних депутатів | %    |
| --------------------------------------------------- | --------------------------- | ---- |
| Самовисування                                       | 15                          | 93,8 |
| Політична партія Всеукраїнське об'єднання «Свобода» | 1                           | 6,3  |

#### За округами
| № округу                                            | Прізвище, ім'я, по батькові     | Дата визнання обраним | Освіта             | Партійна приналежність                    | Відомості про обраного депутата                  |
| --------------------------------------------------- | ------------------------------- | --------------------- | ------------------ | ----------------------------------------- | ------------------------------------------------ |
| Політична партія Всеукраїнське об'єднання «Свобода» |                                 |                       |                    |                                           |                                                  |
| 13                                                  | Худик Андрій Степанович         | 04.11.2010            | вища               | член Всеукраїнського об'єднання «Свобода» | тимчасово не працює                              |
| Самовисування                                       |                                 |                       |                    |                                           |                                                  |
| 1                                                   | Оленчук Ольга Іванівна          | 04.11.2010            | вища               | позапартійна                              | м. Бучач ТзОВ «Бучач агрохлібпром», бухгалтер    |
| 2                                                   | Вельган Іван Михайлович         | 04.11.2010            | вища               | позапартійний                             | м. Бучач ПТУ № 26, майстер                       |
| 3                                                   | Холод Богдан Володимирович      | 04.11.2010            | середня            | позапартійний                             | тимчасово не працює                              |
| 4                                                   | П'янтківська Ганна Мирославівна | 04.11.2010            | вища               | позапартійна                              | с. Сороки сільська рада, бухгалтер               |
| 5                                                   | Висоцький Петро Михайлович      | 04.11.2010            | вища               | позапартійний                             | студент                                          |
| 6                                                   | Клим Оксана Ярославівна         | 04.11.2010            | середня спеціальна | позапартійна                              | м. Бучач ЦРЛ, медична сестра                     |
| 7                                                   | Сеньків Ігор Володимирович      | 04.11.2010            | вища               | позапартійний                             | тимчасово не працює                              |
| 8                                                   | Свердлик Марія Леонтіївна       | 04.11.2010            | середня спеціальна | член Української Народної Партії          | с. Сороки сільська рада, землевпорядник          |
| 9                                                   | Пензей Іван Степанович          | 04.11.2010            | середня спеціальна | позапартійний                             | студент                                          |
| 10                                                  | Домінюк Андрій Михайлович       | 04.11.2010            | незакінчена вища   | позапартійний                             | студент                                          |
| 11                                                  | Слободян Олександра Миронівна   | 04.11.2010            | вища               | позапартійна                              | с. Сороки фельдшерсько-акушерський пункт, акушер |
| 12                                                  | Мостова Оксана Олександрівна    | 04.11.2010            | вища               | позапартійна                              | тимчасово не працює                              |
| 14                                                  | Кльоцко Михайло Степанович      | 04.11.2010            | середня            | позапартійний                             | м. Бучач ТОВ «Цукровий завод», слюсар ремонтник  |
| 15                                                  | Бачинська Ольга Іванівна        | 04.11.2010            | вища               | член Української Народної Партії          | тимчасово не працює                              |
| 16                                                  | Роговський Михайло Іванович     | 04.11.2010            | середня            | позапартійний                             | м. Бучач Лісництво, майстер                      |